# 咽浊擦音
浊咽擦音是辅音的一种，用于一些语言口语中。它在国际音标中的符号是⟨ʕ⟩，在X-SAMPA中的符号则是⟨?\⟩。
[ʕ]虽然名为擦音，但在多数情况下实际是近音。不过目前还没有发现使用浊咽擦音和浊咽近音两种不同音位的语言。

## 特点
- 調音方法是無擦通音／近音，即是將舌頭放近另一個調音部位，但不收窄聲腔，故此不會做成湍流。

- 有时也为擦音，即是让气流通过位于发音部位的狭窄通道，发生湍流。
- 調音部位是咽，即讓舌根碰觸咽以調音。

- 發聲類型是濁音，意味着發音時聲帶顫動。

- 本輔音是口腔輔音（口音），表示調音時空氣只從口裡流出。
- 調音時不涉及到舌頭，故中央輔音／邊輔音的分別對該音沒有意義。
- 氣流機制是肺部氣流，即由肺與橫膈膜驱动空气。

## 该音见于语言中
| 语言       | 词语  | IPA       | 意义                      |
| ---------- | ----- | --------- | ------------------------- |
| 阿瓦尔语   |       | [ʕortɬʼː] | 把手                      |
| 车臣语     | ／    | [ʕan]     | 冬季                      |
| 希伯来语   | עִבְרִית | [ʕivˈɾit] | 希伯来语（米兹拉希方言）  |
| 卡比尔语   |       | [ʕəmmi]   | 伯／叔                    |
| 库尔德语   |       | [ʕɑwr]    | 云（Kurmanji方言）        |
| 奥克西坦语 |       | [ˈpaʕa]   | 铲子（南部Auvergnat方言） |
| 索马里语   |       | [ʕaːdi]   | 正常的                    |
| 苏族语     |       | [maʕazud] | 雨（阿西尼玻语）          |

浊咽擦音较少见于语言中，有一些以前认为是浊咽擦音的音素，在后来的研究中则被改为会厌音。例如阿拉伯语和标准希伯来语中的ʕ音，现在则一般认为是浊会厌擦音、会厌近音或是咽头化的声门塞音。